# Unfallchirurgie

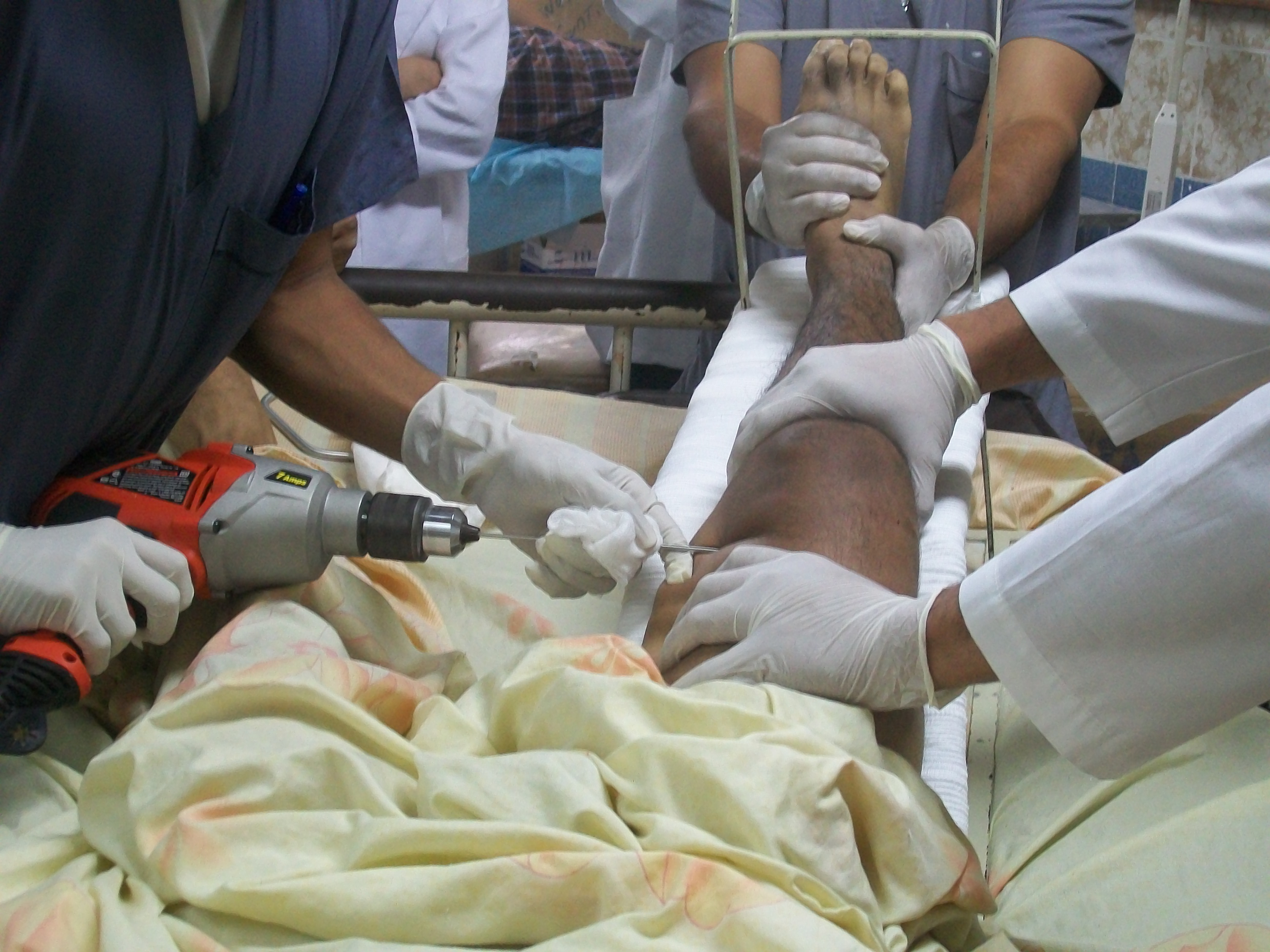
Provisorische Versorgung einer Becken- oder Oberschenkelfraktur mittels Steinmann-Nagel. Die abgebildete Vorgehensweise entspricht nicht den modernen Normen für steriles Arbeiten im OP.

Die Unfallchirurgie befasst sich mit der Folge eines physischen Traumas und wird häufig auch als Traumatologie (oder Verletzungschirurgie) bezeichnet. Im engeren bzw. eigentlichen Sinne ist Unfallchirurgie jedoch ein Teil der über die chirurgischen Aspekte hinausgehenden Traumatologie (auch Unfallheilkunde oder Unfallmedizin genannt). Die Unfallchirurgie und die Wiederherstellungschirurgie bilden die Grundlagen der Unfallheilkunde bzw. Unfallmedizin.

## Geschichte

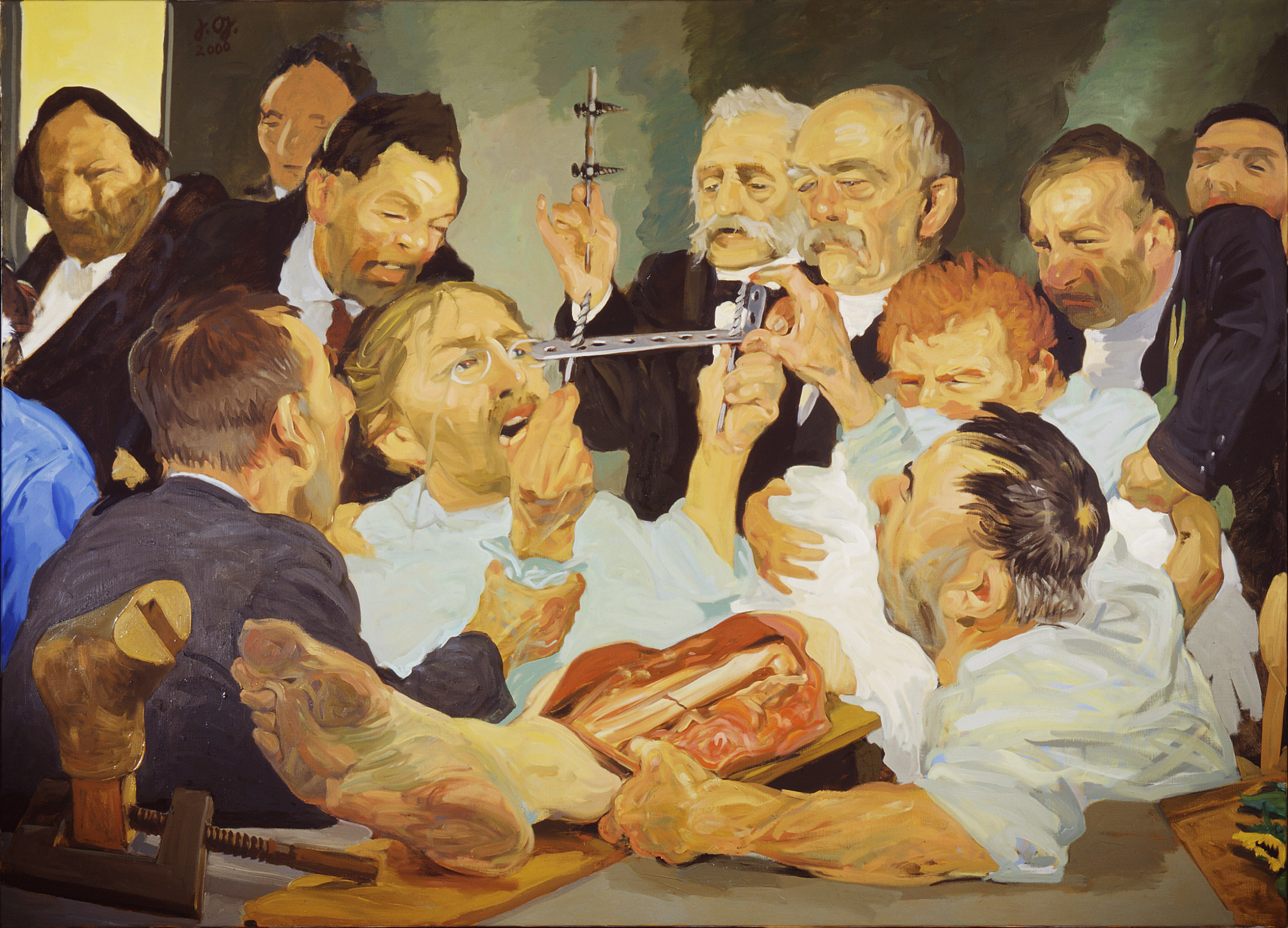
Ausschnitt aus Grützkes Wandbild

Ein Wendepunkt der neuzeitlichen Chirurgiegeschichte war der Krimkrieg in der Mitte des 19. Jahrhunderts. Alle europäischen Staaten erkannten fundamentale Defizite in der Versorgung von Verwundungen. Systematisch und mit beispielloser Konsequenz verbesserte Preußen seinen Sanitätsdienst. Davon „profitierten“ vor allem die Hygiene und die Chirurgie. Die Kaiser-Wilhelms-Akademie für das militärärztliche Bildungswesen, die Charité und die Chirurgischen Lehrstühle Berlin begründeten die Spitzenstellung der deutschen Chirurgie. Das erste Unfallkrankenhaus entstand 1925 auf Betreiben von Lorenz Böhler in Wien, der bereits im Ersten Weltkrieg mit einem Speziallazarett für Knochenverletzte die Weiterentwicklung der Verletzungschirurgie begründet hat und insbesondere mit ab 1924 publizierten richtungsweisenden Arbeiten als „Vater der Unfallchirurgie“ gilt. Die schrecklichen Gesichtsverletzungen ließen die Kieferchirurgie entstehen. Ihre Pioniere waren der Chirurg Christian Bruhn in Düsseldorf und der Zahnarzt Georg Axhausen an der Charité. Von einer „Unfallchirurgie“ sprach niemand – nicht einmal im Zweiten Weltkrieg, als sich die führenden Sanitätsoffiziere und Beratenden Chirurgen 1942 in Krasnodar auf die Einführung des Marknagels von Gerhard Küntscher verständigten. Zwar wurde die Deutsche Gesellschaft für Unfallheilkunde, Versicherungs- und Versorgungsmedizin schon 1922 unter Erwin Payr in Leipzig gegründet; aber die Unfallchirurgie ist ein ziviles Kind der prosperierenden 1950er Jahre. Angesichts der vielen Arbeits- und Wegeunfälle drängte die Gesetzliche Unfallversicherung in Deutschland auf eine optimale (nicht „zweckmäßige“) Versorgung ihrer Versicherten. Die Unfallkrankenhäuser wurden ausgebaut, die ersten Lehrstühle für Unfallchirurgie eingerichtet. Einen bedeutenden Entwicklungsschub erhielt die Unfallchirurgie 1958 durch den Zusammenschluss Schweizer Chirurgen zur Arbeitsgemeinschaft für Osteosynthesefragen (AO), womit der Weg zu einer Standardisierung von Methoden und Instrumentarium der operativen Knochenbruchbehandlung gebahnt war. Zum chirurgischen Teilgebiet wurde das Fach erst 1968. München bekam in den 1980er Jahren zu den zwei chirurgischen Lehrstühlen (Großhadern und TU) einen dritten, unfallchirurgischen Lehrstuhl in der Nußbaumstraße. Die in Deutschland erste Abteilung für Orthopädische, Unfall- und Handchirurgie entstand 1995 in Mecklenburg. Wie die Kinderchirurgie musste die Unfallchirurgie erkennen, dass die Emanzipation von der Chirurgie nicht nur Vorteile bringt. Die allseits für notwendig und wünschenswert gehaltene Zusammenlegung mit der Orthopädie, die nach dem Ersten Weltkrieg die (nichtoperative) Krüppelfürsorge war, hat daran nichts geändert und die Ausbildung des Nachwuchses noch schwerer gemacht. Auf Anregung von Dietmar Wolter – selbst ein beachtlicher Maler – hat Johannes Grützke dem Fach ein unvergleichliches „Denkmal“ voller Hintersinn und Humor gemalt. Das Wandbild schmückt die ganze Stirnwand des Hörsaals vom BG Klinikum Hamburg.

## Aufgaben
Das zentrale Betätigungsfeld der Unfallchirurgen sind Verletzungen des Bewegungsapparats, d. h. von Knochen, Muskulatur, Bändern und Sehnen. Knochenbrüche bestimmen den Alltag und gelungene Osteosynthesen sind sichtbare Erfolge; aber „Unfallchirurgie“ umfasst viel mehr als solche „Platten- und Schraubenchirurgie“ der im Englischen Orthopedic surgery genannten Chirurgie des Stütz- und Bewegungsapparates. Versorgt werden müssen auch (durch Unfall entstandene) Verletzungen der großen Körperhöhlen (Thorax, Abdomen) und der Haut. Exponiert und gefährdet ist die Hand, die mit der Handchirurgie ein eigenes Fachgebiet hat. In den Rahmen der Unfallchirurgie gehören auch die Kindertraumatologie, die Sporttraumatologie und die Rehabilitation in der Unfallchirurgie. Auch ein großes kommunales Haus kann kaum Kapazitäten für Verbrennungen, Strahlenschäden und Plastische Chirurgie vorhalten. Das bleibt Spezialabteilungen von Unfallkrankenhäusern vorbehalten.

## Anforderungen
Wer Unfallchirurgie ärztlich betreiben will, muss zunächst die Bedingungen der Ärztlichen Weiterbildung erfüllen und Facharzt für Allgemeinchirurgie oder Facharzt für Orthopädie und Unfallchirurgie sein. 
Will man von den Landesverbänden der Deutschen Gesetzlichen Unfallversicherung als Durchgangsarzt zugelassen werden, muss man den Schwerpunkt Unfallchirurgie oder die Zusatzbezeichnung Spezielle Unfallchirurgie erlangt haben.
In einem Krankenhaus eine unfallchirurgische Abteilung einzurichten und zu betreiben, ist an bauliche, apparative und personelle Bedingungen geknüpft. Sie werden von der Deutschen Gesetzlichen Unfallversicherung im Rahmen des Siebten Buches Sozialgesetzbuch vorgegeben und von den sechs Landesverbänden der Berufsgenossenschaften überwacht. Unabdingbare Voraussetzungen sind Hubschrauberlandeplatz, Schockraum (mit Spiral-CT), Blutbank und Intensivmedizin.
In Deutschland, in der Schweiz und in Österreich sind die Berufsgenossenschaften, die Schweizerische Unfallversicherungsanstalt und die Allgemeine Unfallversicherungsanstalt die wichtigsten Partner (und Träger) der Unfallchirurgie. Weder die Gesetzliche Krankenversicherung noch die Private Krankenversicherung wären imstande, vergleichbare Standards in der Akutversorgung und Rehabilitation von Verletzten zu gewährleisten.

### Landesverbände der Berufsgenossenschaften
- Nordwest (Hannover/Hamburg): Niedersachsen, Bremen, Hamburg, Schleswig-Holstein, Sachsen-Anhalt
- Nordost (Berlin): Berlin, Brandenburg, Mecklenburg-Vorpommern
- West (Düsseldorf): Nordrhein-Westfalen
- Mitte (Mainz): Hessen, Thüringen, Rheinland-Pfalz
- Südwest (Heidelberg): Baden-Württemberg, Saarland
- Südost (München): Bayern, Sachsen

### Verletzungsartenverfahren
Als Grundlage für die Zulassung zur stationären Behandlung von Berufsunfällen sind Verletzungen seit Jahrzehnten definiert. Zur Behandlung von Schwerverletzten nach § 6 der Bestimmungen des Reichsversicherungsamtes vom 19. Juni 1936 (sog. Verletzungsartenverfahren) waren immer nur wenige Krankenhäuser zugelassen. Eine Zulassungsbedingung war die Versorgung einer Mindestzahl von schwerverletzten Patienten (Polytrauma). Bei der letzten Aktualisierung des Verletzungsartenverzeichnisses im Januar 2013 wurden drei Behandlungsebenen eingeführt:
- Stationäres Durchgangsarztverfahren (DAV)
- Verletzungsartenverfahren (VAV)
- Schwerstverletzungsartenverfahren (SAV)

### Traumanetzwerk
Auf Betreiben der Deutschen Gesellschaft für Unfallchirurgie haben sich 520 Kliniken in 40 zertifizierten „Traumanetzwerken“ zusammengeschlossen. Zu den überregionalen Traumazentren auf der höchsten Versorgungsstufe gehören alle BG-Kliniken. Ihre Ärzte nutzen die Telemedizin für ihre Patienten und Ärzte anderer Kliniken.

## Ärzte
Im 19. Jahrhundert waren Carl Thiem, Carl Hansmann, Fritz König, Albin Lambotte und Robert Danis Wegbereiter der Unfallchirurgie. Zu Unrecht vergessen ist Henning Brütt, der im Hafenkrankenhaus „die beste Unfallchirurgie Hamburgs“ betrieb. 1957 kam Gerhard Küntscher für acht Jahre als Ärztlicher Direktor an das Haus. Zeitgenossen Küntschers waren Heinrich Bürkle de la Camp und Werner Wachsmuth. Als Schüler von Erwin Payr brachte Endre Hedri die Unfallchirurgie nach Ungarn. In der Deutschen Demokratischen Republik war Helmtraut Arzinger-Jonasch eine maßgebliche Vertreterin der Traumatologie und der Verbrennungsmedizin. Maurice Edmond Müller war der Patron der Arbeitsgemeinschaft für Osteosynthesefragen. Der erste Ordinarius für Unfallchirurgie in Deutschland war Harald Tscherne. Er machte (wie Hans Georg Borst und Rudolf Pichlmayr) die Medizinische Hochschule Hannover weltberühmt. Nur wenige Ärzte vereinbarten „hot and cold orthopaedics“ – Unfallchirurgie und Orthopädie – in Werdegang und Beruf, z. B. Robert Merle d’Aubigné, Peter Friedrich Matzen, Robert Judet und Alfred Nikolaus Witt. Über 1000 Betten und 168 nachgeordnete Ärzte „herrschte“ der Orthopäde Gawriil Abramowitsch Ilisarow in Sibirien. Dietmar Wolter machte die Jahrhundertgestalt in Deutschland bekannt und widmete sich der Fortentwicklung des genialen Ringfixateurs. Ins 21. Jahrhundert hinein wirken Siegfried Weller, Leonhard Schweiberer, Otmar Trentz, Norbert Haas und der politisch ambitionierte Axel Ekkernkamp.
Dem komplexen Feld der Querschnittlähmungen verschrieben sich Neurologen und Chirurgen. Im englischen Exil errichtete der deutsche, aus Breslau stammende jüdische Neurologe und Neurochirurg Ludwig Guttmann die erste Rehabilitationsklinik für Querschnittgelähmte. Er begründete die Stoke Mandeville Games als Vorläufer der Paralympischen Spiele. In den 1960er Jahren beriet er die Berufsgenossenschaftliche Unfallklinik Murnau beim Aufbau von Deutschlands erstem Zentrum für Querschnittverletzte. Seinem Vorbild folgten Friedrich-Wilhelm Meinecke und Gerhard Exner in Hamburg, Hans Jürgen Gerner in Bad Wildungen und Heidelberg und Jürgen Harms in Langensteinbach. Bei Robert Judet in Paris inaugurierte Raymond Roy-Camille 1963 die transpedikuläre Schraube, die neue Wege in der Behandlung von Verletzungen (und Verformungen) der Wirbelsäule eröffnete.

## Zeitschriften
Es gibt zahlreiche Fachzeitschriften für Knochen- und Gelenkchirurgie.

## Historische Literatur
- Lorenz Böhler: Die Technik der Knochenbruchbehandlung. 3 Bände. Reprint der 12.–13. Auflage 1953/1963; Nachdruck Maudrich 1996, ISBN 3-85175-666-5.
- C. Kaufmann: Handbuch der Unfallmedizin. Mit Berücksichtigung der deutschen, österreichischen, schweizerischen und französischen Arbeiter- und der privaten Unfallversicherungen. Für den akademischen und privaten Gebrauch. 3., neu bearbeitete Auflage. I. Hälfte: Allgemeiner Teil – Unfallverletzungen. Ferdinand Enke, Stuttgart 1907.